# Гусаго
Гусаго (итал. Gussago) је насеље у Италији у округу Бреша, региону Ломбардија.
Према процени из 2011. у насељу је живело 14502 становника. Насеље се налази на надморској висини од 157 м.

## Становништво
| 1951. | 1961. | 1971. | 1981.  | 1991.  | 2001.  | 2011.  |
| ----- | ----- | ----- | ------ | ------ | ------ | ------ |
| 8.159 | 8.348 | 9.317 | 11.508 | 13.265 | 14.502 | 16.403 |